# Менше, ніж родич (фільм, 1918)
Менше, ніж родич (англ. Less Than Kin) — американська кінокомедія режисера Дональда Кріспа 1918 року.

## У ролях
- Воллес Рід — Гобарт Лі / Льюїс Вікерс
- Енн Літтл — Неллі Рід
- Реймонд Гаттон — Джеймс Еммонс
- Ной Бірі — сеньйор Кортес
- Джеймс Нілл — лікар Нуньєс
- Чарльз Огл — Овертон
- Джейн Вульф — Марія
- Джеймс Круз — Джинкс
- Гай Олівер — Пітерс
- Келверт Картер — Плимптон
- Джек Герберт — шериф
- Густав фон Сейффертітц — Ендікот Лі